# Vlag van Incheon

Vlag van Incheon

De vlag van Incheon bestaat uit een witte achtergrond waarop het provincielogo is afgebeeld. De vlag is in huidige vorm sinds 1996 in gebruik. Het stadsembleem is gemaakt door het Koreaanse alfabet "o" en het Chinese karakter dat "stroom" betekent uit de naam van de stad en de vorm van golven als hoofdmotief te nemen. Het staat voor eindeloze beweging en onbegrensd potentieel. Deze beweging staat symbool voor de handelsstad waar goederen, diensten en informatie vrij worden uitgewisseld via de haven en de luchthaven. Het is ook een eenvoudige illustratie van de toekomst van Incheon in de 21e eeuw als toegangspoort tot de wereld, het centrum van Noord-Azië en het knooppunt van de regio.

## Vorige vlag
De eerste vlag werd op 1977 aangenomen, en bestaat uit een witte achtergrond waarop een scheepsstuurwiel en een tandwiel op het embleem. De tandwielen van het schip staan voor de havenstad en het midden van het schip voor de industriestad, en de vijfhoekige vorm van de "ㅇ" en "ㅊ" van Incheon staan voor de vijf oceanen, wat betekent dat de havenstad en de stad zullen schitteren op de vijf oceanen, en de Mugi-bloem wordt herdacht met de oneindige ontwikkeling van de stad.

Vorige vlag (1977-1996)